# Garidó i Francina
Garidó i Francina és una tragicomèdia en tres actes, original de Joan Puig i Ferreter, estrenada la nit del 18 de desembre de 1917, al teatre Romea de Barcelona. L'acció transcorre en una capital de província catalana, a començaments del segle xviii.

## Repartiment de l'estrena
- Lleonart, ric propietari: Joaquim Vinyas.
- Clara, la seva esposa: Antònia Verdier.
- Francina, llur filla: Pepeta Fornés.
- Garidó, amant de Francina: Josep Maria Camprodon.
- Damià, pretendent de Francina: Enric Giménez
- Adelaida, mare de Damià: Carme Rodríguez.
- Polònia, serventa de la casa de Lleonart: Teresa Arquer.
- Úrsula, una altra serventa: Anna Pahissa.
- Brunet, criat de Damià: Evarist Pallach.
- Direcció artística: Enric Giménez.